# Pantheist
Pantheist (с англ. — «Пантеист»), стилизованное название Pantheïst — бельгийско-британская группа, играющая в стиле фьюнерал-дум, образованная в 2000 году Костасом Панайоту.

## История
Группа Pantheist была основана в 2000 году греческим музыкантом Костасом Панайоту в Антверпене, Бельгия. Изначально это был сольный проект, но он записал демо в стиле синт-эмбиент, которое так и не было выпущено. Позже к нему присоединился гитарист Николас Тамбуйзер. Вскоре после этого они записали своё первое демо 1000 Years. В 2002 году к группе присоединились басист Фредерик Коре и барабанщик Оскар Стрик. В 2003 году они выпустили свой первый альбом O Solitude на лейбле Firebox Records. В следующем году Коре и Стрик покинули группу, сославшись на музыкальные разногласия, и их заменили Крис Вильез на ударных и Вим Боей на бас-гитаре.
В 2004 году Панайоту перевёз группу в Великобританию, хотя Тамбуйзер остался в Бельгии и по-прежнему был участником группы. Для записи своего второго альбома Amartia к Pantheist присоединились Марк Бодоссян и Энди Семменс из Esoteric, которые играли на бас-гитаре и ударных/вокале соответственно. В это же время к группе присоединился Илия Родригес на гитаре, а пока Семменс сосредоточился на вокале, Стергиос Мосхос присоединился к группе на барабанах. В новом составе группа выпустила мини-альбом Pains of Sleep. В 2008 году группа выпустила свой третий студийный альбом Journey Through Lands Unknown, записанный в студии Priory Recording. На его написание и продюсирование ушло 18 месяцев.
В 2011 году группа выпустила свой одноимённый четвёртый альбом на лейбле Grau Records. Альбом представлял собой смену направления в сторону более прогрессивного дум-метала, включающего элементы прогрессивного рока, дарквейва и новой волны. В 2016 году фронтмен группы Костас Панайоту выпустил 145-страничный научно-фантастический роман «События (или Необычайное путешествие профессора Лосалина в неизведанное)», а также свой сольный мини-альбом Chapters. Каждый из шести треков мини-альбома сопровождает одну из шести глав романа. Целью романа было профинансировать выпуск пятого полноформатного альбома Pantheist Seeking Infinity. Выпущенный в 2018 году, альбом ознаменовал возвращение к традиционному для группы стилю фьюнерал-дум и дэт-дум, хотя и сохранил некоторые элементы прогрессивного и фолк-метала.

## Дискография
Студийные альбомы
- O Solitude (2003)
- Amartia (2005)
- Journey Through Lands Unknown (2008)
- Pantheist (2011)
- Seeking Infinity (2018)
- Closer to God (2021)

Мини-альбомы
- The Pains of Sleep (2005)
- Unveiling the Signs (2010)
- Kings Must Die (2024)

Демо-альбомы
- 1000 Years (2001)